# Aral Moreira
Aral Moreira – miasto i gmina w Brazylii, w stanie Mato Grosso do Sul.